# Sybrohyagnis fuscomaculata
Sybrohyagnis fuscomaculata är en skalbaggsart som beskrevs av Stefan von Breuning 1960. Sybrohyagnis fuscomaculata ingår i släktet Sybrohyagnis och familjen långhorningar.
Artens utbredningsområde är Kenya. Inga underarter finns listade i Catalogue of Life.